# Nepheloleuca
Nepheloleuca là một chi bướm đêm thuộc họ Geometridae.